# Arremessador

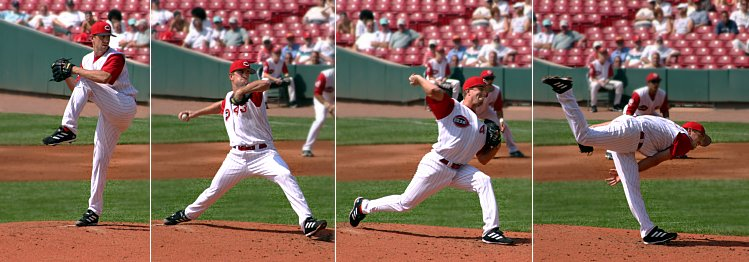
Imagens seqüenciadas demonstrando a evolução da posição de um arremessador.

O arremessador (português brasileiro) ou lançador (português europeu) (pitcher em inglês) é uma posição do beisebol. O arremessador é responsável por eliminar os rebatedores adversários através de arremessos da bola. É considerado o principal jogador numa equipe de beisebol, uma vez que todas as jogadas se iniciam por ele.